# Charles Van Doorselaer
Charles Louis Pierre Van Doorselaer (* 16. Januar 1894 in Molenbeek-Saint-Jean/Sint-Jans-Molenbeek; † 20. Juni 1972 in Halle) war ein belgischer Radrennfahrer.

## Sportliche Laufbahn
Van Doorselaer war Teilnehmer der Olympischen Sommerspiele 1920 in Antwerpen. In den Wettbewerben im Bahnradsport belegte er gemeinsam mit Albert De Bunné, Jean Janssens und Gustave De Schryver in der Mannschaftsverfolgung den 4. Rang. 1921 hatte er die nationale Meisterschaft im Straßenrennen der Amateure vor Henry George gewonnen. 1920 und 1922 wurde er dabei jeweils Dritter. Er startete für den Verein Royal Cureghem Sportief.